# Manuleiden
Manuleiden (portugiesisch Ribeira Manuleiden) ist ein Fluss im Westen des osttimoresischen Verwaltungsamts Vemasse (Gemeinde Baucau). Wie die meisten anderen Flüsse im Norden der Insel Timor versiegt auch der Manuleiden während der Trockenzeit.

## Verlauf
Der Manuleiden entspringt im Grenzgebiet zwischen den Sucos Caicua und Uato-Lari (Vemasse). Der Fluss folgt dann der Grenze nach Norden und später der Grenze zwischen Caicua und Ostico. Schließlich durchquert der Manuleiden den Suco Vemasse und mündet in die Straße von Wetar.